# Gesäll
En gesäll är en person som har avlagt ett godkänt gesällprov och erhållit ett gesällbrev inom ett hantverksyrke. 

## Historik
Ordet gesäll kommer av tyska Geselle (rums)kamrat.  
Under hantverksämbetenas tid var gesällen den färdiglärda lönearbetaren. I Tyskland blev beteckningen geselle vanlig på 1400-talet, men spred sig först på 1600-talet till Sverige, där den undanträngde den äldre benämningen mästersven eller sven, till exempel guldsmedssven, skomakarsven. 
Från 1400-talet och ända till skråväsendets upphörande 1846 innehöll skråordningarna bestämmelser om gesällernas (och svennernas) ställning. För att bli gesäll måste man först tjäna som lärling under en lärotid som vanligen varade mellan tre och fem år. Därtill måste man utföra en del andra prestationer såsom att erlägga "utskrivningspengar" och avgift till gesällernas kassa, gesällådan. Gesällerna inordnades i gesällskap som till organisationsformen liknade mästarnas ämbeten. Gesällskapen fick däremot inte samlas utan att en mästare vara närvarande. Gamla seder krävde också att lärepojken skulle bjuda på traktering ("hålla skänkning") men detta förbjöds i 1720 års skråordning. I en del yrken fordrades även att lärepojken skulle visa sin arbetsskicklighet genom att utföra ett gesällprov. Om han klarade det, och därmed blev gesäll, skulle han få ett lärobrev eller gesällbrev enligt 1669 och 1720 års skråordningar.
Skråväsendets arbetsordning gjorde att inte bara lärepojken, utan även den färdiglärda lönearbetaren, gesällen, var mycket nära bunden till sin arbetsgivare, mästaren. Fram till 1720 års Algemene Ordning och Skrå fick gesäller inte gifta sig, utan ingå i mästarens hushåll. Ännu i 1720 års skråordning var det förbjudet för gesällen att bo på något annat ställe än hos sin mästare, och gesällen fick inte tillbringa nätterna utomhus utan mästarens lov. Mästaren ägde husbonderätt över såväl lärpojkar som gesäller.
Till en början band arbetsavtalet gesällen på ett halvt eller ett helt år, men med tiden infördes en kortare uppsägningstid, vanligen fjorton dagar eller en vecka. En gesäll fick under den tid han var i en mästares tjänst inte utföra något arbete utan mästarens tillstånd, inte ens på sin lediga tid. Ingen gesäll fick ta tjänst hos någon som inte var mästare inom hans skrå, och lika litet var det tillåtet för honom att öppna en egen verkstad.